# Тітіріджі східний
Тітірі́джі східний (Hemitriccus nidipendulus) — вид горобцеподібних птахів родини тиранових (Tyrannidae). Ендемік Бразилії.

## Підвиди
Виділяють два підвиди:
- H. n. nidipendulus (Wied-Neuwied, 1831) — східна Бразилія (Сержипі і Баїя);
- H. n. paulistus (Hellmayr, 1914) — південно-східна Бразилія (від півдня Мінас-Жерайсу і Еспіриту-Санту до Ріо-де-Жанейро і Сан-Паулу), а також в штаті Парана і на крайній півночі Санта-Катарини.

## Поширення і екологія
Східні тітіріджі живуть у вологих рівнинних тропічних лісах і чагарникових заростях, на узліссях, в садах і на плантаціях. Зустрічаються на висоті до 900 м над рівнем моря.